# Mezinárodní kanoistická federace

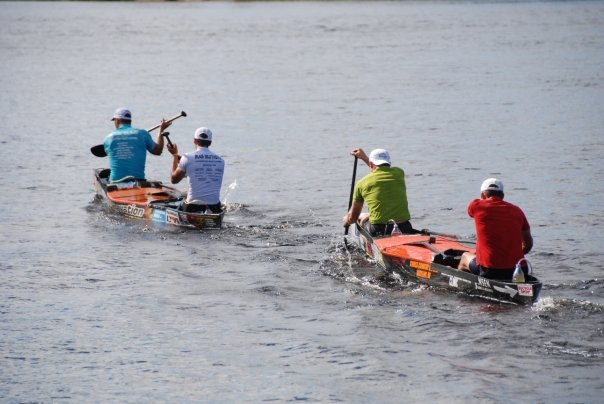
Maratónská kanoistika

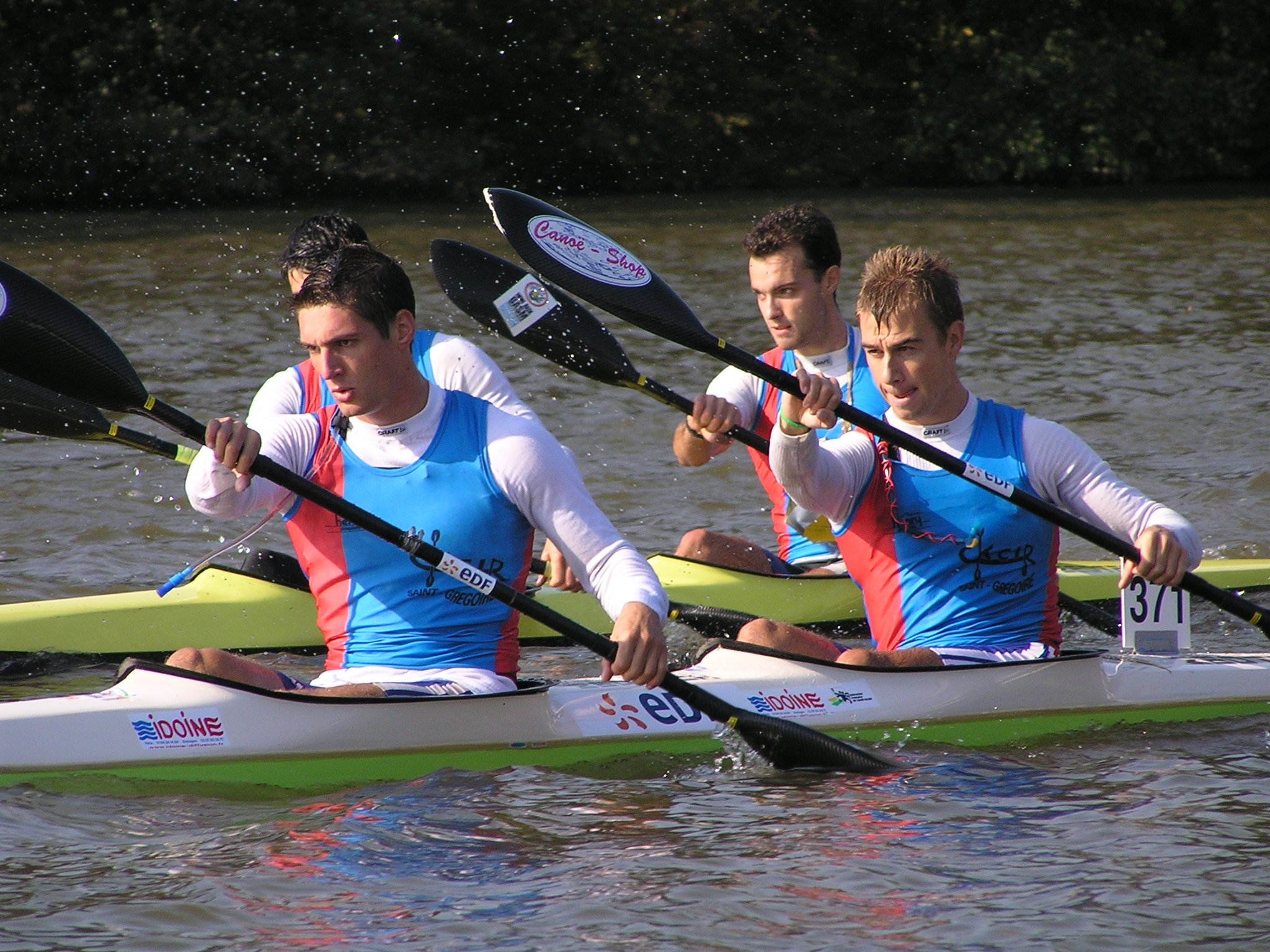
Rychlostní kanoistika

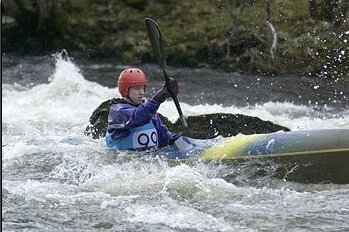
Vodní sjezd

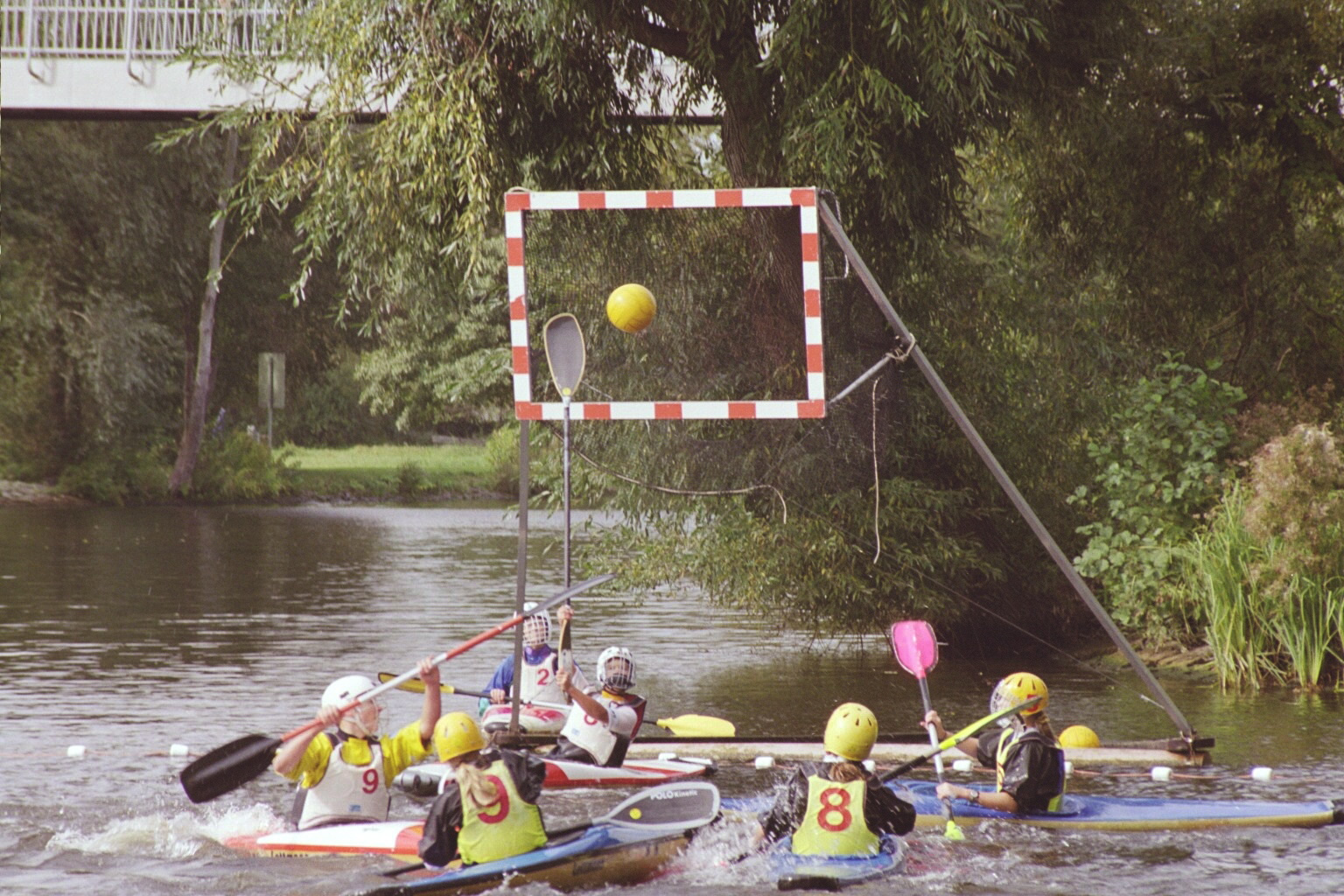
Kanoepolo

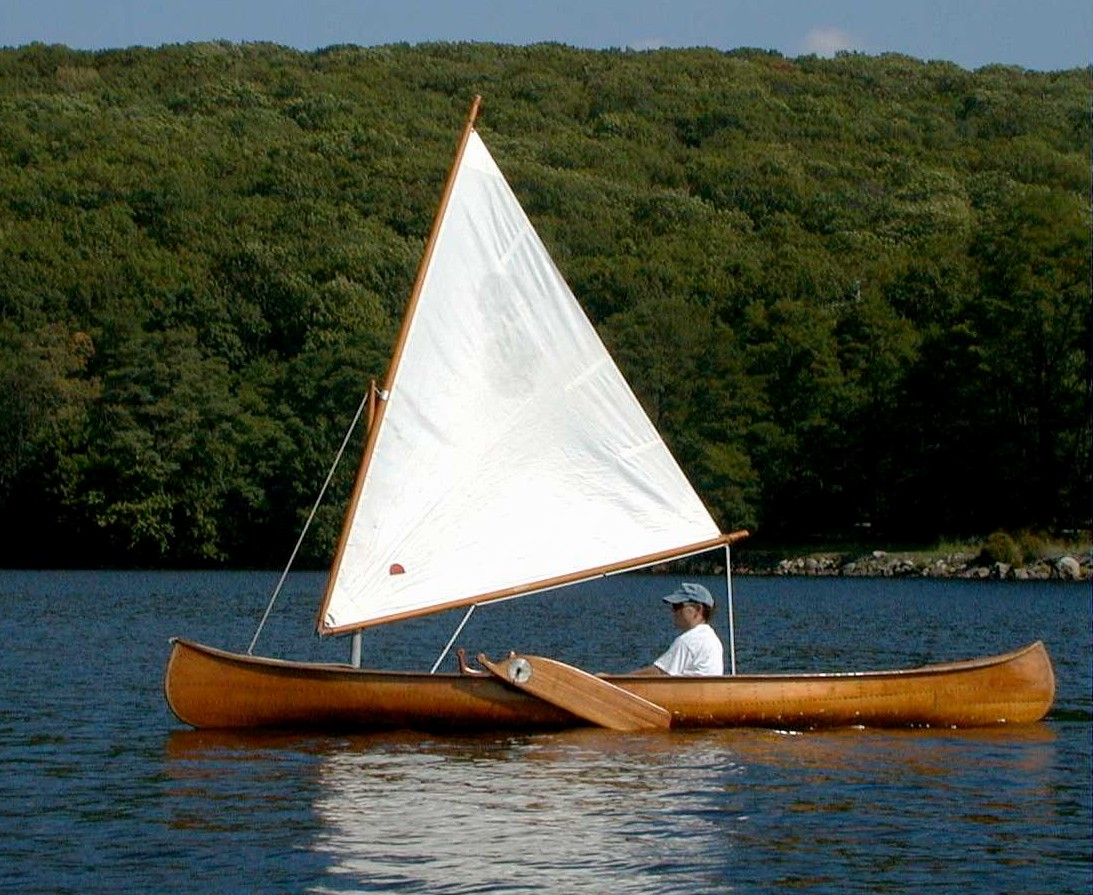
Jachting na kanoe

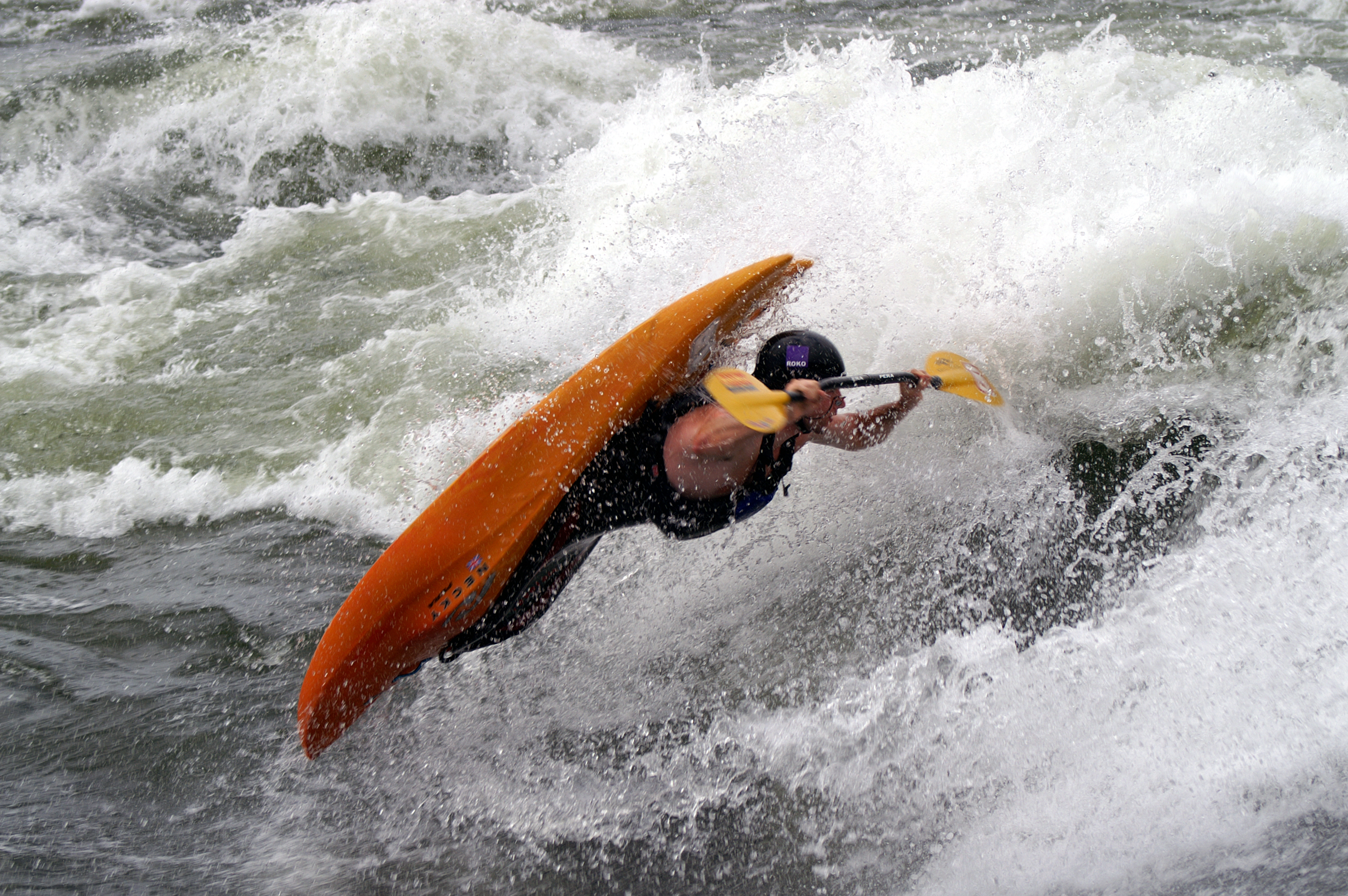
Freestyle kanoistika

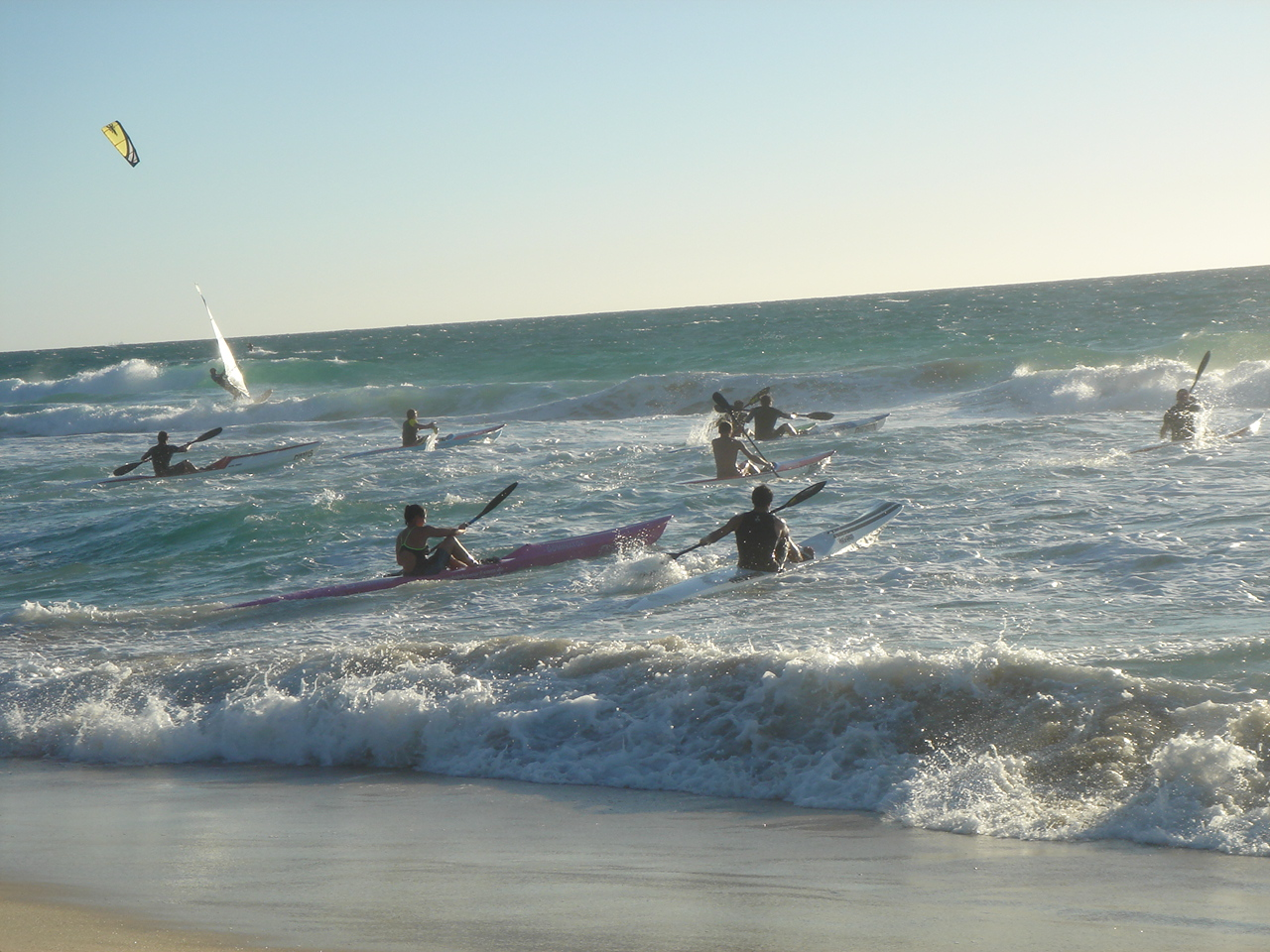
Surf ski

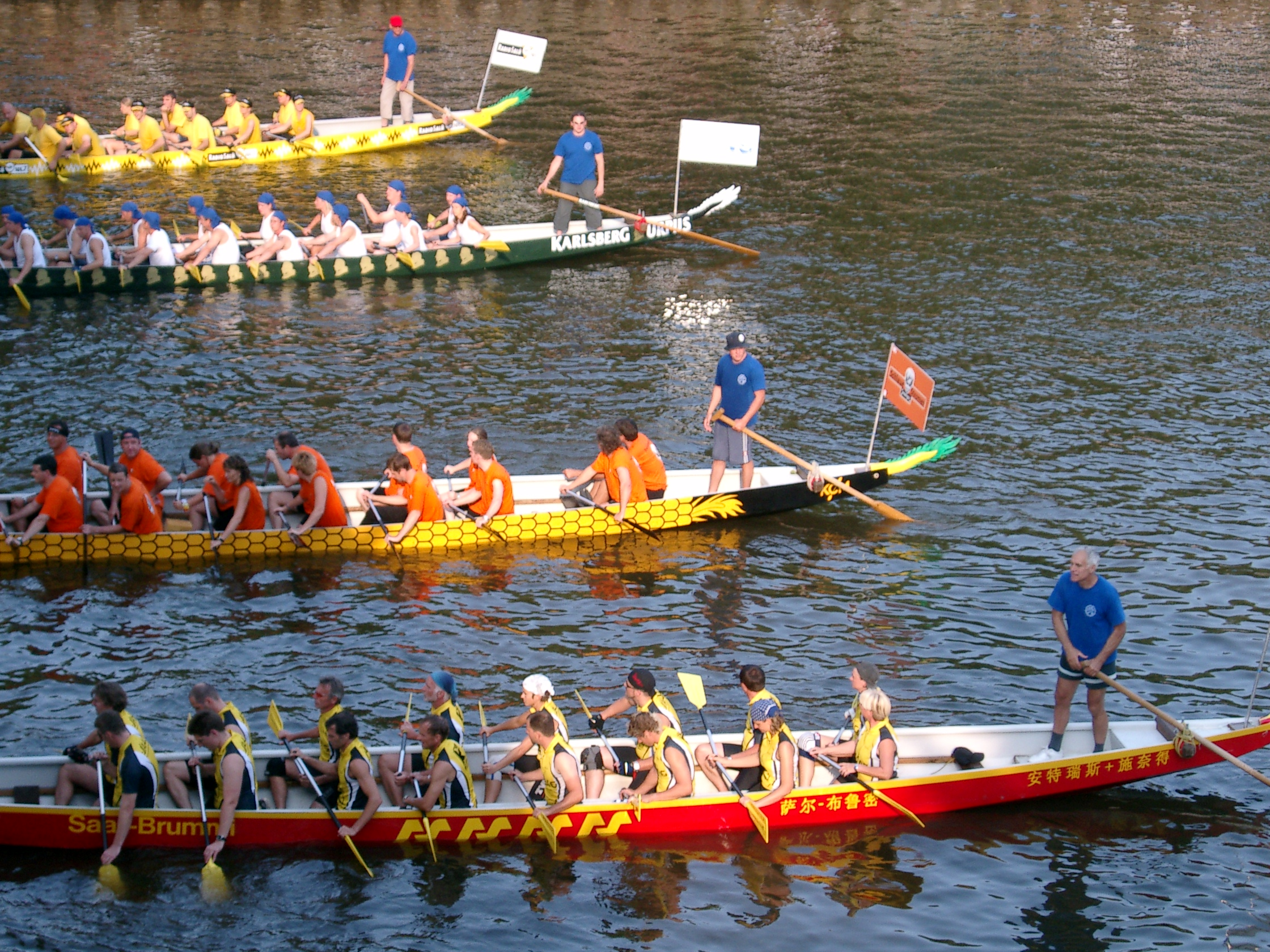
Dračí lodě

Mezinárodní kanoistická federace (ICF, anglicky International Canoe Federation) je mezinárodní sportovní organizace sdružující 152 národních kanoistických svazů na celém světě, sídlící Lausanne ve Švýcarsku. V jejím čele v současnosti stojí Španěl José Perurena. ICF je řádným členem Mezinárodního olympijského výboru, SportAccord (bývalá GAISF) a i IWGA (Mezinárodní asociace Světových her).

## Historie
ICF byla založena 19. ledna 1924, tehdy pod německým názvem Internationale Repräsentantenschaft Kanusport (IRK) se sídlem v německém Mnichově. Zakládajícími členy se staly Dánsko, Německo, Rakousko a Švédsko. V roce 1946 byl název pozměněn na současný a od roku 2006 sídlí ICF ve švýcarském městě Lausanne. V letech 1954 až 1960 předsedal federaci JUDr. Karel Popel (po dlouhou dobu jediný Čech předsedající velké mezinárodní organizaci), do roku 1972 čestný předseda.

## Kanoistické disciplíny
Coby zastřešující organizace, organizuje ICF mistrovství světa v osmi kanoistických disciplínách:
- rychlostní kanoistika
- slalom na divoké vodě
- kanoepolo
- kanoistický maratón
- vodní sjezd
- dračí loď
- freestyle kanoistika
- jachting na kanoe
- surf ski (ocean racing)

## Kompetence ICF
- Stanovovat oficiální pravidla, specifikace výstroje, výzbroje a dalšího vybavení, dále specifikovat všechny vnitřní prováděcí předpisy, které se musí vztahovat na všechny mezinárodní a olympijské soutěže, pro které ICF stanovuje jejich soutěžní systém.
- Kontrolovat a upravovat pravidla pro jmenování mezinárodních rozhodčích.

## Konfederace
Sdružuje celkem 152 členských federací (v roce 2011), z nich nejpočetnějším je německý svaz s 113 000 členy. Je rozčleněna do 5 kontinentálních konfederací:
| kontinent | název organizace                    | zkratka (ang) | vznik | sídlo            | počet členů |
| --------- | ----------------------------------- | ------------- | ----- | ---------------- | ----------- |
| Afrika    | Africká kanoistická konfederace     | CAC           |       | Pietermaritzburg | 29          |
| Amerika   | Panamerická kanoistická konfederace | COPAC         | 1991  | Miami            | 30          |
| Asie      | Asijská kanoistická konfederace     | ACC           |       | Teherán          | 36          |
| Evropa    | Evropská kanoistická asociace       | ECA           | 1994  | Záhřeb           | 45          |
| Oceánie   | Oceánská kanoistická federace       | OCF           |       |                  | 12          |

## Hlavní mezinárodní závody
- Kanoistika na letních olympijských hrách
- Mistrovství světa ve vodním slalomu
- Světový pohár ve vodním slalomu
- Mistrovství světa v rychlostní kanoistice
- Mistrovství světa v kanoepolu
- Mistrovství světa ve vodním sjezdu
- Mistrovství světa v kanoistickém maratónu
- Mistrovství světa v dračích lodích
- Mistrovství světa v surf ski
- Mistrovství světa ve freestyle kanoistice
- Mezinárodní závody Olympijské naděje